# Истерическое расстройство личности
Истери́ческое расстро́йство ли́чности (от др.-греч. ὑστέρα — «матка»), или гистриони́ческое расстро́йство ли́чности (устаревшие названия — расстро́йство ли́чности истери́ческого типа, истери́ческая психопати́я), — расстройство личности, характеризующееся самодраматизацией, театральностью, эгоцентризмом, эмоциональной лабильностью, преувеличенным выражением эмоций, стремлением к нахождению в центре внимания и чрезмерной озабоченностью физической привлекательностью. Включено в МКБ-10 и DSM-5.
Термин «гистрионический» (англ. histrionic, от лат. histriō — «актёр») с момента введения МКБ-10 пришёл на смену термину «истерический», так как последний получил оскорбительное бытовое распространение. Слово «гистрионический» несёт значения театральности, сверхэмоциональности, и этимологически не показывает половой предпочтительности, в отличие от слова «истерический».

## Диагноз

### МКБ-10
Диагностические критерии из адаптированной для использования в России версии Международной классификации болезней 10-го пересмотра МКБ-10 (общие диагностические критерии расстройств личности, соответствие которым должно быть у всех подтипов расстройств):

Состояния, не объясняющиеся прямым образом обширным повреждением или заболеванием мозга или другим психическим расстройством и удовлетворяющие следующим критериям:
- а) заметная дисгармония в личностных позициях и поведении, вовлекающая обычно несколько сфер функционирования, например аффективность, возбудимость, контроль побуждений, процессы восприятия и мышления, а также стиль отношения к другим людям; в разных культуральных условиях может оказаться необходимой разработка специальных критериев относительно социальных норм;
- б) хронический характер аномального стиля поведения, возникшего давно и не ограничивающегося эпизодами психической болезни;
- в) аномальный стиль поведения является всеобъемлющим и отчётливо нарушающим адаптацию к широкому диапазону личностных и социальных ситуаций;
- г) вышеупомянутые проявления всегда возникают в детстве или подростковом возрасте и продолжают своё существование в периоде зрелости;
- д) расстройство приводит к значительному личностному дистрессу, но это может стать очевидным только на поздних этапах течения расстройства;
- е) обычно, но не всегда, расстройство сопровождается существенным ухудшением профессиональной и социальной продуктивности.

— Международная классификация болезней (10-й пересмотр), адаптированный для использования в Российской Федерации — /F60/ Специфические расстройства личности. Диагностические критерии
Для отнесения расстройства личности к одному из определённых в МКБ-10 подвидов (для постановки диагноза большей части подтипов) необходимо, чтобы оно удовлетворяло по крайней мере трём определённым для этого вида критериям.
Диагностические критерии из официальной, международной версии МКБ-10 от Всемирной организации здравоохранения (общие диагностические критерии расстройств личности, соответствие которым должно быть у всех подтипов расстройств):

- G1. Указание на то, что характерные и постоянные типы внутренних переживаний и поведения индивидуума в целом существенно отклоняются от культурально ожидаемого и принимаемого диапазона (или «нормы»). Такое отклонение должно проявляться более чем в одной из следующих сфер:
  - 1) когнитивная сфера (то есть характер восприятия и интерпретации предметов, людей и событий; формирование отношений и образов «Я» и «другие»);
  - 2) эмоциональность (диапазон, интенсивность и адекватность эмоциональных реакций);
  - 3) контролирование влечений и удовлетворение потребностей;
  - 4) отношения с другими и манера решения интерперсональных ситуаций.

- G2. Отклонение должно быть полным в том смысле, что отсутствие гибкости, недостаточная адаптивность или другие дисфункциональные особенности обнаруживаются в широком диапазоне личностных и социальных ситуаций (то есть не ограничиваясь одним «пусковым механизмом» или ситуацией).
- G3. В связи с поведением, отмеченном в пункте G2, отмечается личностный дистресс или неблагоприятное воздействие на социальное окружение.
- G4. Должны быть данные о том, что отклонение является стабильным и длительным, начинаясь в старшем детском или подростковом возрасте.
- G5. Отклонение не может быть объяснено как проявление или последствие других психических расстройств зрелого возраста, хотя эпизодические или хронические состояния из секций от F0 до F7 настоящей классификации могут существовать одновременно с ним или возникать на его фоне.
- G6. В качестве возможной причины отклонения должны быть исключены органическое заболевание мозга, травма или дисфункция мозга (если выявляется такая органическая обусловленность, следует использовать рубрику F07).

Оригинальный текст (англ.)
- G1. Evidence that the individual's characteristic and enduring patterns of inner experience and behaviour deviate markedly as a whole from the culturally expected and accepted range (or 'norm'). Such deviation must be manifest in more than one of the following areas:
  - (1) cognition (i.e. ways of perceiving and interpreting things, people and events; forming attitudes and images of self and others);
  - (2) affectivity (range, intensity and appropriateness of emotional arousaland response);
  - (3) control over impulses and need gratification;
  - (4) relating to others and manner of handling interpersonal situations.

- G2. The deviation must manifest itself pervasively as behaviour that is inflexible, maladaptive, or otherwise dysfunctional across a broad range of personal and social situations (i.e. not being limited to one specific 'triggering' stimulus or situation).
- G3. There is personal distress, or adverse impact on the social environment, or both, clearly attributable to the behaviour referred to under G2.
- G4. There must be evidence that the deviation is stable and of long duration, having its onset in late childhood or adolescence.
- G5. The deviation cannot be explained as a manifestation or consequence of other adult mental disorders, although episodic or chronic conditions from sections F0 to F7 of this classification may co-exist, or be superimposed on it.
- G6. Organic brain disease, injury, or dysfunction must be excluded as possible cause of the deviation (if such organic causation is demonstrable, use category F07).

— Международная классификация болезней (10-й пересмотр) — /F60/ Специфические расстройства личности. Диагностические критерии
Согласно МКБ-10 истерическое расстройство личности диагностируется при наличии общих диагностических критериев расстройства личности и плюс к ним трёх и более из нижеследующих признаков:
- самодраматизация, театральность, преувеличенное выражение эмоций;
- внушаемость, лёгкая подверженность влиянию окружающих или обстоятельств;
- поверхностность и лабильность эмоциональности;
- постоянное стремление к возбуждённости, признанию со стороны окружающих и деятельности, позволяющей находиться в центре внимания;
- неадекватная обольстительность во внешнем виде и поведении;
- чрезмерная озабоченность физической привлекательностью.

Дополнительные черты могут включать эгоцентричность, потворство по отношению к себе, постоянное желание быть признанным, лёгкость обиды и постоянное манипулятивное поведение для удовлетворения своих потребностей.
Включаются:
- истерическая личность;
- гистрионная личность.

### DSM-5
Согласно DSM-5, истерическая личность — образчик чрезмерной эмоциональности и стремления к получению внимания, начиная с раннего юношеского возраста, заметный во многих ситуациях, и проявляющийся, кроме общих критериев расстройства личности, пятью или более нижеследующих способов:
1. некомфортно себя чувствует в ситуациях, когда не является центром внимания;
2. взаимодействие с окружающими часто характеризуется неадекватной обольстительностью или провокационным поведением;
3. проявляет быстро изменяющиеся, неглубокие эмоции;
4. последовательно использует свою внешность для привлечения к себе внимания;
5. речь нацелена лишь на создание впечатления у слушателей и отличается недостаточным вниманием к деталям;
6. демонстрирует самодраматизацию, театральность и преувеличенные эмоции;
7. внушаем, то есть легко оказывается под влиянием окружающих или ситуации;
8. считает отношения более близкими, чем они есть на самом деле[9].

## Психоаналитическая интерпретация в психологии
В психоанализе истерическое расстройство личности понимается как состояние человека с истерическим типом личности, находящимся на пограничном уровне развития организации личности. Психоаналитики полагают, что человек с таким типом личности может находиться также на невротическом (что соответствует акцентуациям в отечественной психологии) и психотическом уровне, но характерные для данного типа личностные особенности при этом будут сохраняться.
Считается, что в основе истерической организации личности лежит опора на защитные механизмы «вытеснения», «сексуализации» и «регрессии». Кроме того, такие люди часто могут прибегать к контрфобическому «отыгрыванию» (то есть активному приближению пугающего события), что обычно связано с озабоченностью вымышленной властью и опасностью, исходящими от противоположного пола. Иначе говоря, истероид имеет повышенную склонность вытеснять из сознания (забывать) «неприемлемые» мысли и желания, причём «неприемлемыми» им считаются, в первую очередь, сексуальные желания. Истероиды часто очень сексуально-провокативны, но не осознают этой составляющей своего поведения и часто бывают глубоко шокированы, когда их действия воспринимаются как приглашение к сексу. Более того, если они уступают такому «неожиданному» предложению (как они иногда и поступают как для того, чтобы умиротворить пугающий сексуальный объект, так и для того, чтобы смягчить чувство вины за последствия своего поведения), то обычно не получают сексуального удовлетворения. Кроме того, такое согласие на, на самом деле, пугающий их секс, является и одним из проявлений контрфобического отыгрывания, о котором упоминалось выше.
Постоянная «рассеянная» тревожность истерических личностей интерпретируются как следствие большого количества подавляемых желаний, одновременно присутствующих в бессознательном. Аналогичным образом интерпретируются «истерические конверсии» — как непосредственное выражение бессознательных конфликтов.
Наиболее распространённой причиной формирования истерической личности в психоанализе считается семья, в которой ребёнку так или иначе передаётся послание, что люди разного пола обладают не одинаковой ценностью и властью. Ребёнок усваивает как часть своего опыта, что его пол является его недостатком, и даже может быть опасен людям противоположного пола, но, через эту опасность, даёт ему определённую власть. Основы истерической личности формируются в период полового созревания, когда формирующаяся сексуальность девочки (или, реже, мальчика) отвергается: родитель противоположного пола становится всё более отстранённым, а родитель своего пола — всё более конкурирующим.
То, что от ребёнка требуют, чтобы он, с точки зрения сексуальности, оставался ребёнком, и ведут с ним себя соответствующе — закладывает в нём склонность к регрессии. Необходимость сдерживать и скрывать свою сексуальность — формирует опору на вытеснение. Наконец, то, какое сильное влияние могут оказывать на родителей проявления сексуальности — закладывает в ребёнке опору на сексуализацию.
В представлениях истерической личности о мире обычно наличествует бессознательная гипотеза о слабости и низкой ценности своего пола и, в то же время, об опасности и силе пола противоположного. Жизнь такого человека зачастую оказывается организована вокруг попыток «захватить власть» над лицом противоположного пола и, одновременно, попыток избежать контактов с ним, так как оно кажется опасным и неконтролируемым.
Согласно Кернбергу люди с истерическим расстройством личности:
- зачастую совершают неадекватный выбор партнера в личной жизни;
- обычно обладают «импрессионистским когнитивным стилем» — быстро ухватывают общую картину «грубыми мазками» и игнорируют детали, что может приводить к ошибкам.

## Терапия
Медикаментозное лечение малопродуктивно при расстройствах личности (хотя оно помогает, например, от связанных с истерическим расстройством симптомов депрессии), поэтому применяется, в основном, психотерапия.

### Психоаналитическая терапия
По мнению сторонников психоанализа, один из самых благоприятных прогнозов — при применении психоаналитической терапии. Терапевту, однако, следует помнить о том, что попытки соблазнения — один из основных методов привлечения внимания в арсенале истерика, и, без сомнения, он будет использован и на терапевте; однако в случае, если соблазнение по отношению к терапевту оказывается успешным, это может оказывать самый разрушительный эффект как на ход терапии, так и на внутреннее состояние клиента. Другой серьёзной трудностью в терапии истерических клиентов является эротический контрперенос, который весьма часто возникает в терапии с этим типом клиентов.
Во время терапии с любым терапевтом у истерической личности очень быстро образуется сильный перенос, особенности которого сильно зависят от пола терапевта. С терапевтом противоположного пола истерический клиент обычно ощущает себя возбуждённым, испуганным и защитно-соблазняющим. К терапевту одного с собой пола — испытывает враждебность и конкуренцию. В обоих случаях перенос самым очевидным образом повторяет детско-родительский конфликт этого клиента.
Есть и ряд других серьёзных проблем, возникающих в терапии таких людей, как то: контрперенос на регрессию клиента, раздражение, которое он может вызывать у терапевта, ошибочное недооценивание излишне театрально описываемых переживаний и другие.